# Sergueï Baltacha Jr
Pour les articles homonymes, voir Baltacha.
Sergueï Baltacha Jr est un footballeur écossais d'origine ukrainienne, né le 28 juillet 1979 à Kiev, Ukraine. Évoluant au poste d'arrière gauche, il a porté les couleurs de Saint Mirren et Millwall et a été sélectionné en Écosse espoirs.

## Biographie

### Carrière de joueur
Il est le fils de Serhiy Baltacha, footballeur international soviétique, et frère d'Elena Baltacha, joueuse de tennis. Il est formé au Dynamo Kiev. Son père ayant pu quitter l'URSS pour jouer en Angleterre puis en Écosse, il y grandit à partir de l'âge de 11 ans et c'est dans le championnat écossais qu'il commence sa carrière, sous le maillot de Saint Mirren.
Il rejoint l'Angleterre en janvier 2003 en signant pour Millwall, où il ne reste qu'un an. Après des essais infructueux à Queen of the South et à Saint Johnstone, il finit sa carrière à Petershill (en) en prenant sa retraite en 2005.

### Carrière internationale
Il avait la particularité de pouvoir jouer pour six équipes nationales différentes : l'Ukraine et la Russie de par ses origines, ainsi que les 4 nations constitutives du Royaume-Uni, l'Angleterre, l'Écosse, le Pays de Galles et l'Irlande du Nord, en tant que détenteur d'un passeport britannique né à l'étranger (cf Conditions d'admissibilité en sélection d'un joueur britannique). 
Il choisit finalement de jouer pour l'Écosse et connaît trois sélections en Écosse espoirs en 1999-2000, sous le maillot de Saint Mirren.